# Cantón de Royat
El cantón de Royat era una división administrativa francesa, que estaba situada en el departamento de Puy-de-Dôme y la región de Auvernia.

## Composición
El cantón estaba formado por cinco comunas:
- Chanat-la-Mouteyre
- Durtol
- Nohanent
- Orcines
- Royat

## Supresión del cantón de Royat
En aplicación del Decreto nº 2014-210 de 21 de febrero de 2014, el cantón de Royat fue suprimido el 22 de marzo de 2015 y sus 5 comunas pasaron a formar parte; dos del nuevo cantón de Cébazat, dos del nuevo cantón de Orcines y una del nuevo cantón de Chamalières.